# Everything Changes (álbum de Take That)
Everything Changes es el segundo álbum de estudio de la boyband británica Take That. El álbum fue lanzado en 1993 y tuvo cinco sencillos: Why can't I wake up with you, Pray, Relight my fire, Babe y Everything changes.

## Lista de canciones
1. Everything changes - 3:37
2. Pray - 3:45
3. Wasting my time - 3:47
4. Relight my fire - 4:11
5. Love ain't here anymore - 3:54
6. If this is love - 4:00
7. Whatever you do to me - 3:46
8. Meaning of love - 3:50
9. Why can't I wake up with you - 3:47
10. You are the one? - 3:50
11. Another crack in my heart - 4:15
12. Broken your heart - 3:50
13. Babe - 4:54
14. No si aquí no hay amor (en la versión española del álbum)

- Datos: Q2608151